# Endasys leucocnemis
Endasys leucocnemis là một loài tò vò trong họ Ichneumonidae.